# Félix Fernández (piłkarz)
Félix de Jesús Fernández Christileb (ur. 11 stycznia 1967 w Meksyku) – meksykański piłkarz grający na pozycji bramkarza. Uczestnik Mundialu 1994.